# 艾尔弗雷德 (缅因州)
艾尔弗雷德（Alfred）位于美国缅因州西南部，是约克县的县治。
根据2000年美国人口普查，共有2,497人，其中白人占98.52%。